# 세상을 만나자
《세상을 만나자》는 안지환, 김지선의 진행으로 SBS 러브FM에서 방송되었던 라디오 프로그램이다. 2016년 3월 27일 자로 9년 만에 폐지되었다.

## 역대 진행자
- 이경실: 2007년 4월 30일 ~ 2009년 4월 12일
- 최주봉, 김지선: 2009년 4월 13일 ~ 2010년 10월 31일
- 김지선, 김일중: 2010년 11월 1일 ~ 2015년 11월 1일
- 안지환, 김지선: 2015년 11월 2일 ~ 2016년 3월 27일

## 방송되는 코너

### 매일 코너
- 날마다 시트콤
- 다시 가본 그날
- 사연은 있다

### 요일 코너
- 월요일 : 동물농장 - 사람 편
- 화요일 : 요 집구석 저 집구석
- 수요일 : 엄마이야기(전원주), 아빠이야기(이광기)
- 목요일 : 문학의 아침
- 금요일 : 초등수학 능력시험, 비밀보장 블랙박스
- 토요일 : 즐거운 차트, 오마이팝송
- 일요일 : 작은 편지음악회, 오마이스타